# Edgard et sa bonne
Edgard et sa bonne est une comédie en un acte mêlée de couplets d'Eugène Labiche, représentée pour la première fois à Paris au Théâtre du Palais-Royal le 16 octobre 1852.
- Collaborateur Marc-Michel.
- Editions Michel Lévy frères.

## Distribution
| Acteurs et actrices ayant créé les rôles |                   |
| Personnage                               | Acteur ou actrice |
| Edgard Beaudeloche, 25 ans               | Ravel             |
| Veauvardin                               | Amant             |
| Mme Beaudeloche                          | Félicia Thierret  |
| Henriette, fille de Veauvardin, 18 ans   | Mme Chauvières    |
| Florestine, femme de chambre, 23 ans     | Aline Duval       |
| Un notaire                               | Kalekaire         |